# Шраванабелагола
Шраванабелаго́ла или Сра́вана-Белго́ла (канн. ಶ್ರವಣಬೆಳಗೊಳ) — город, расположенный в 158 км от Бангалора, в округе Хассан индийского штата Карнатака. Является одним из самых главных мест паломничества для последователей джайнизма.
На языке каннада, «бел» означает «белый», а «гола» — «озеро», под которым подразумевается красивый пруд в центре города. Период наивысшего расцвета города, во время которого было возведено большинство архитектурных и скульптурных памятников, пришёлся на время правления династии Западных Гангов из Талакада.
На одном из холмов около города возвышается Гоматешвара — каменная статуя джайнского святого Бахубали, воздвигнутая в X веке. Высота статуи из белого гранита составляет более 17 метров, а вес более тысячи тонн, и она является самой высокой и тяжелой монолитной каменной скульптурой в мире. В августе 2007 года в опросе, проведённом индийской газетой «Times of India» статуя Гоматешвары попала на первое место в списке «Семи чудес Индии».

## История
Слово «шраванабелагола» означает «монах, стоящий на вершине холма». Как минимум с III века до н. э. в этом месте собирались для молитв аскеты и отшельники. Город Шраванабелагола расположен у подножия двух холмов, Чандрагири (Чиккабетта) и Виндьягири, которые являются священными для джайнов. На этих холмах совершали аскезы и медитировали джайнский святой Бхадрабаху Свами и его ученик император Чандрагупта Маурья. В III веке до н. э. император Ашока возвёл на холме Чандрагири храм в память Чандрагупты. На этом холме также расположено много мемориалов, посвящённых различным монахам и святым, медитировавшим здесь в период начиная с V века. К ним принадлежал раджа Маньякхета — последний правитель династии Раштакутов. На холме Чандрагири также стоит известный храм, построенный Чамундараей, — генералом правителя Гангараи и учеником джайнского ачарьи Немичандры.
На холме Виндхьягири возвышается гигантская каменная статуя Гоматешвары — джайнского святого Бахубали, построенная в период с 978 по 993 год Чамундараей. Высота статуи составляет более 17 метров и она считается самой крупной монолитной каменной скульптурой в мире. На подножии статуи сохранились надписи на каннада, маратхи и тамильском языке, сделанные в 981 году. Надпись на маратхи является одним из самых ранних письменных памятников этого языка. В надписи прославляется раджа династии Западных Гангов, пожертвовавший средства на изваяние и возведение статуи, а также его генерал Чамундарая, который возвёл статую в память своей матери. Каждые 12 лет, тысячи верующих собираются здесь для проведения Махамаштака-абхишеки — особого ритуала абхишеки, в ходе которого джайны омывают статую Гоматешвары молоком, йогуртом, гхи, посыпают её шафраном и золотыми монетами. Следующая Махамаштака-абхишека будет проводиться в 2018 году.

## Надписи
В Шраванабелаголе было обнаружено более 800 надписей, датируемых периодом с 600 по 1830 год. Большинство из них расположены на холме Чандрагири и относятся к периоду до X века. Надписи были сделаны на таких языках, как санскрит, тамильский, маратхи, марвари и махаджани.
Многие надписи были сделаны на древнем варианте языка каннада. В некоторых из них говорится о приходе к власти династии Гангов и её могуществе, а также упоминаются династии Раштакутов, государство Хойсала, империя Виджаянагар и Водеяры из Майсура. Эти надписи помогли учёным узнать больше о природе и развитии языка и литературы каннада.
Шраванабелагола является штаб-квартирой древнего джайнского монашеского ордена Бхаттарака-матх, который, внутри джайнизма, принадлежит к традиции дигамбара.

## Галерея
- Храмовый комплекс на холме Чандрагири
- Храмовый комплекс на холме Чандрагири
- Статуя Бхаратхи на холме Чандрагири с холмом Виндьягири и Гоматешварой на заднем плане
- Наскальные рельефы в Шраванабелаголе
- Наскальные рельефы в Шраванабелаголе
- Вид на Шраванабелаголу и холм Виндьягири
- Стопы джайнского святого
- Вид на холм Виндьягири с холма Чандрагири
- Вид на Шраванабелаголу и холм Чандрагири с холма Виндьягири
- Пещера джайнского святого Бхадрабаху на холме Чандрагири, в которой этот джайнский святой совершал аскезы и добровольно принял смерть в результате сантхары — ритуальной смерти от продолжительного поста. После его смерти, его ученик Чандрагупта Маурья последовал примеру своего гуру и также умер в этой же пещере от голодания.
- «Стопы Бхадрабаху» в пещере на холме Чандрагири, в которой этот джайнский святой совершал аскезы и добровольно принял смерть в результате сантхары — ритуальной смерти от продолжительного поста.
- Джайнский пилигрим кланяется стопам святого Бхадрабаху. Чандрагупта Маурья поклонялся этим стопам своего учителя и принял в этой пещере добровольную смерть от длительного поста.
- Храмы на холме Чандрагири
- Вид с холма Виндьягири
- Статуя Гоматешвары
- Паломники у подножия статуи Гоматешвары
- Гоматешвара